# Xhosza nyelv
A xhosza (ejtsd: ~khosza; az xh betűkapcsolat a nyelv oldalával képzett, hehezett csettintést jelöl) egyike Dél-Afrika kilenc hivatalos nyelvének. A xhosza hivatalos nyelv Zimbabwében is.
Dél-Afrikában anyanyelvként mintegy 8,2 millió ember beszéli, a lakosság 18%-a, ezzel a második legelterjedtebb nyelv a zulu nyelv után az országban. Második nyelvként 11 millió beszélője van.
A xhosza egy délkeleti, úgynevezett nguni bantu nyelv. Rokon nyelvek: szvázi, ndebele. Akik beszélik a xhosza nyelvet, általában értik ezeket a nyelveket is.
Politon nyelv, csettintő hangokkal és névszói osztályokkal, valamint elő- utóragokkal, és névutókkal. A zuluhoz képest főleg a csettintő hangok képzésében van eltérés.
Nyelvjárások: mpondo, tembu, mfengu, gcaleka, ngqika, fingo (ez utóbbi kihalt nyelv).

## Miriam Makeba
- Csettintgetés bemutatása, Miriam Makeba
- How to pronounce the X Click in Xhosa
- Miriam Makeba - Click Song (Qongqothwane) (Live)